# Via Krupp

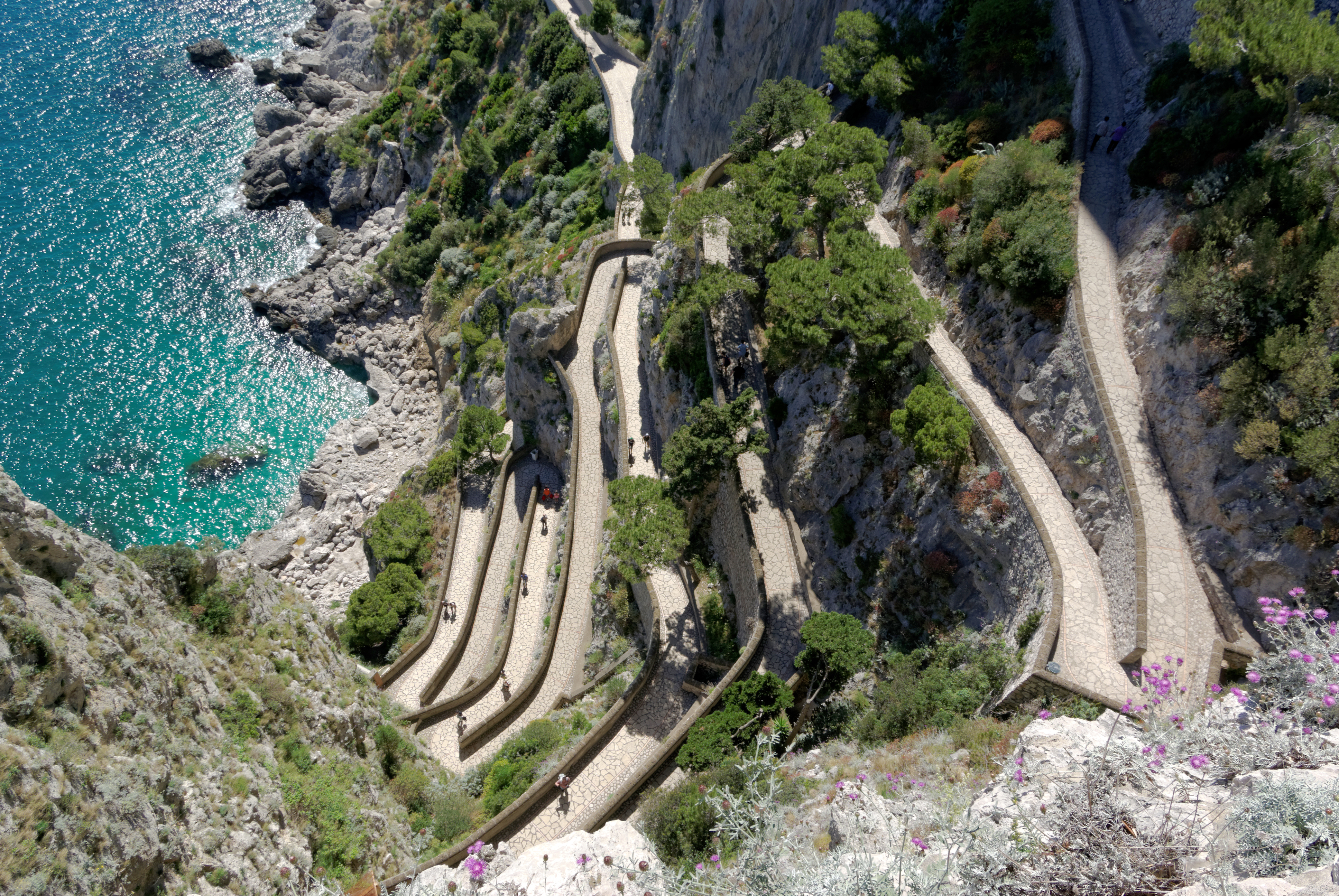
Blick von oben auf die Via Krupp

Die Via Krupp ist ein historischer Serpentinenpfad an der Südküste der italienischen Insel Capri. 

## Beschreibung
Die in den Steilhang des Monte Castiglione gehauene Fußgänger-Verbindung ist 1346,60 Meter lang, drei Meter breit und stellt heute eine Touristenattraktion dar. Sie wurde vom deutschen Industriellen Friedrich Alfred Krupp angelegt; er hielt sich um die Jahrhundertwende in den Wintermonaten regelmäßig auf der Insel auf. Krupp übernahm mit 25.000 Italienischen Lire den größten Teil der Finanzierung der Anlage. Mit dem Bau der Via Krupp wurde 1900 begonnen, 1902 wurde sie fertiggestellt, kurz vor Krupps Tod am 22. November. Ferner ist Krupp aufgrund ihres Baus seit 1902 Ehrenbürger Capris. Nach ihm benannt wurde sie jedoch erst in späteren Jahren. 
Der steile Weg überwindet mit Hilfe von acht engen Haarnadelkurven einen Höhenunterschied von etwa hundert Metern und verbindet die Giardini di Augusto – die ehemaligen Gärten des Kaisers Augustus – mit der Küste des Mittelmeers. Er führt dabei auch an der Torre Saracena vorbei, die Teil einer alten Wehranlage ist. Krupp ließ den Serpentinenweg anlegen, um dadurch schneller und bequemer von seiner angestammten Unterkunft im Luxushotel Quisisana zur Marina Piccola (der südlichen Anlegestelle Capris – seit 1934 auch Badestelle) absteigen zu können. Dort ankerte sein Forschungsschiff zur Untersuchung der Meeresbiologie, außerdem befand sich auch die Grotta di Fra Felice – ein bevorzugter Aufenthaltsort Krupps – in der Bucht.  
Nachdem die Via Krupp aus Sicherheitsgründen – wegen Steinschlaggefahr – 1976 gesperrt worden war, wurde der Weg später saniert und am 28. Juni 2008 wieder für die Öffentlichkeit freigegeben. Die Bauarbeiten mussten zuvor mehrmals unterbrochen werden – viele Experten wurden hinzugezogen, um den steilen, überhängenden Fels zu sichern. Insgesamt wurden rund sieben Millionen Euro investiert, um die Via Krupp mit Stahlnetzen vor Steinschlägen und Erdrutschen zu schützen.
Die Wiedereröffnungsfeier erfolgte in Anwesenheit des italienischen Staatspräsidenten Giorgio Napolitano sowie des deutschen Botschafters in Italien, Michael Steiner. Trotz der Sanierung der überhängenden Felsen lösten sich in der Folge immer wieder Felsbrocken, die zu temporären Schließungen des Weges führten. 2014 wurde die Via Krupp wegen Steinschlag erneut geschlossen. Die für 2019 in Aussicht gestellte Wiedereröffnung wurde auf unbestimmte Zeit verschoben. Seit Juni 2023 ist die Strecke wieder öffentlich zugänglich.

## Bilder

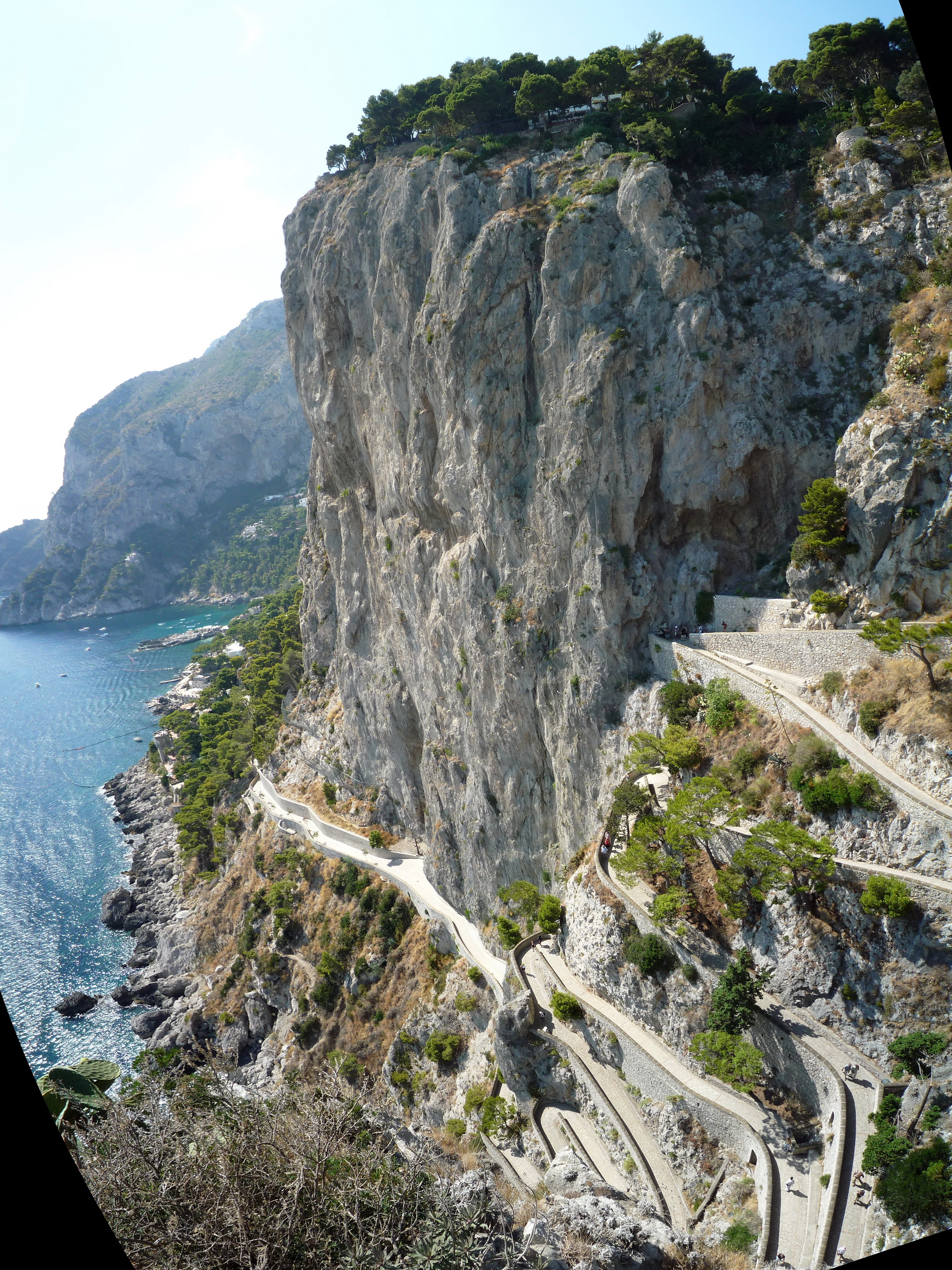
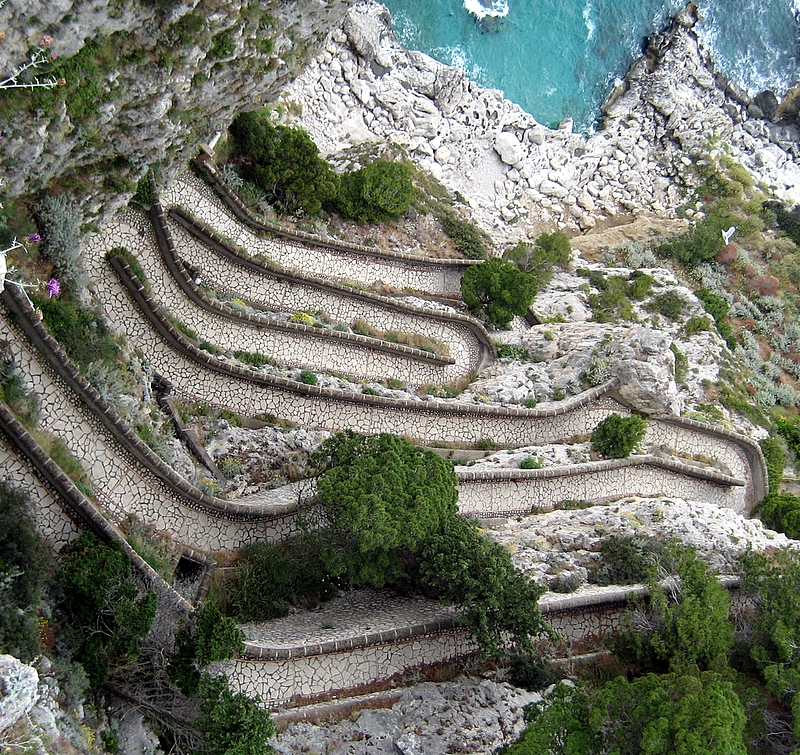
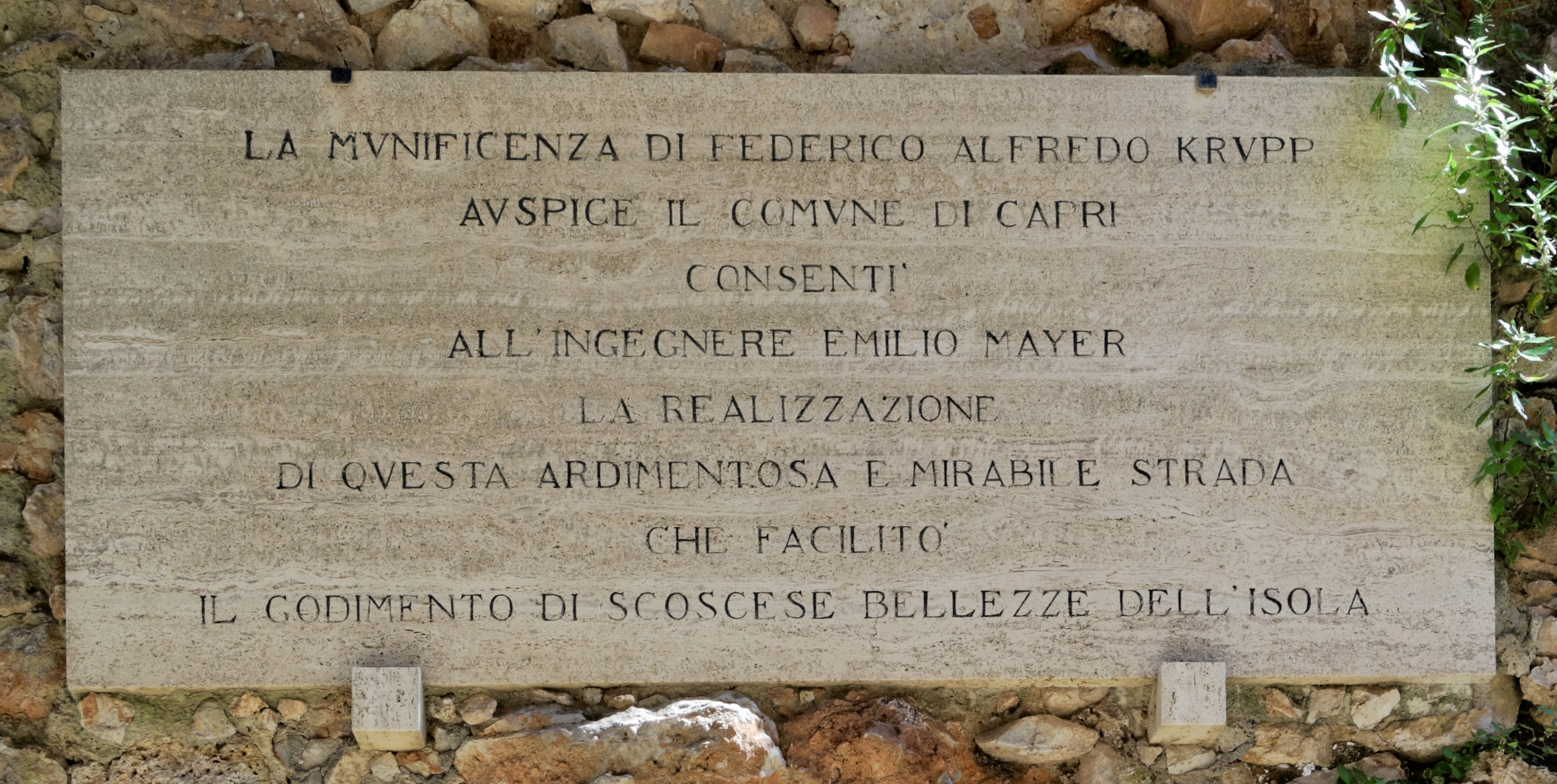
Gedenktafel für den Stifter Friedrich Alfred Krupp
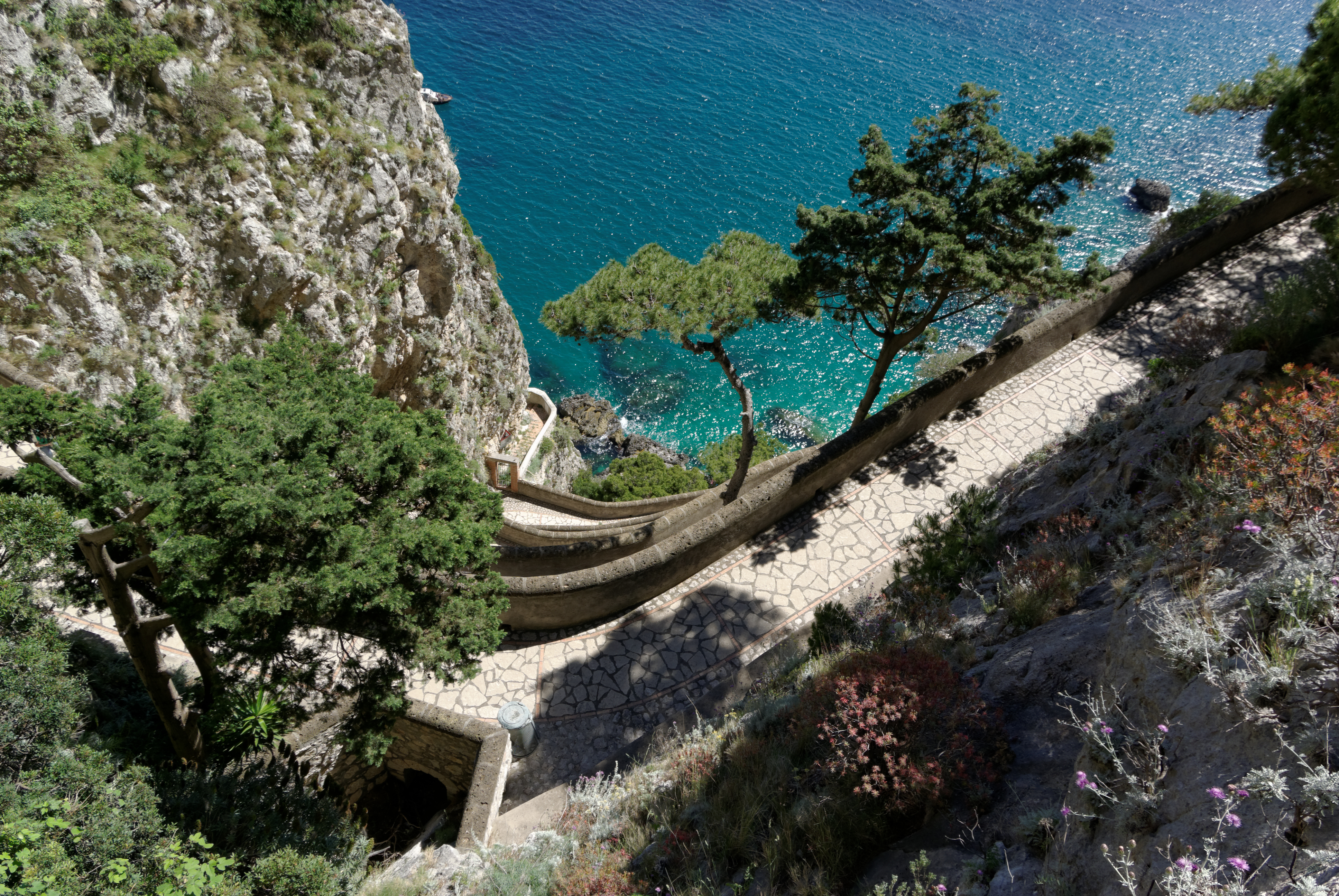
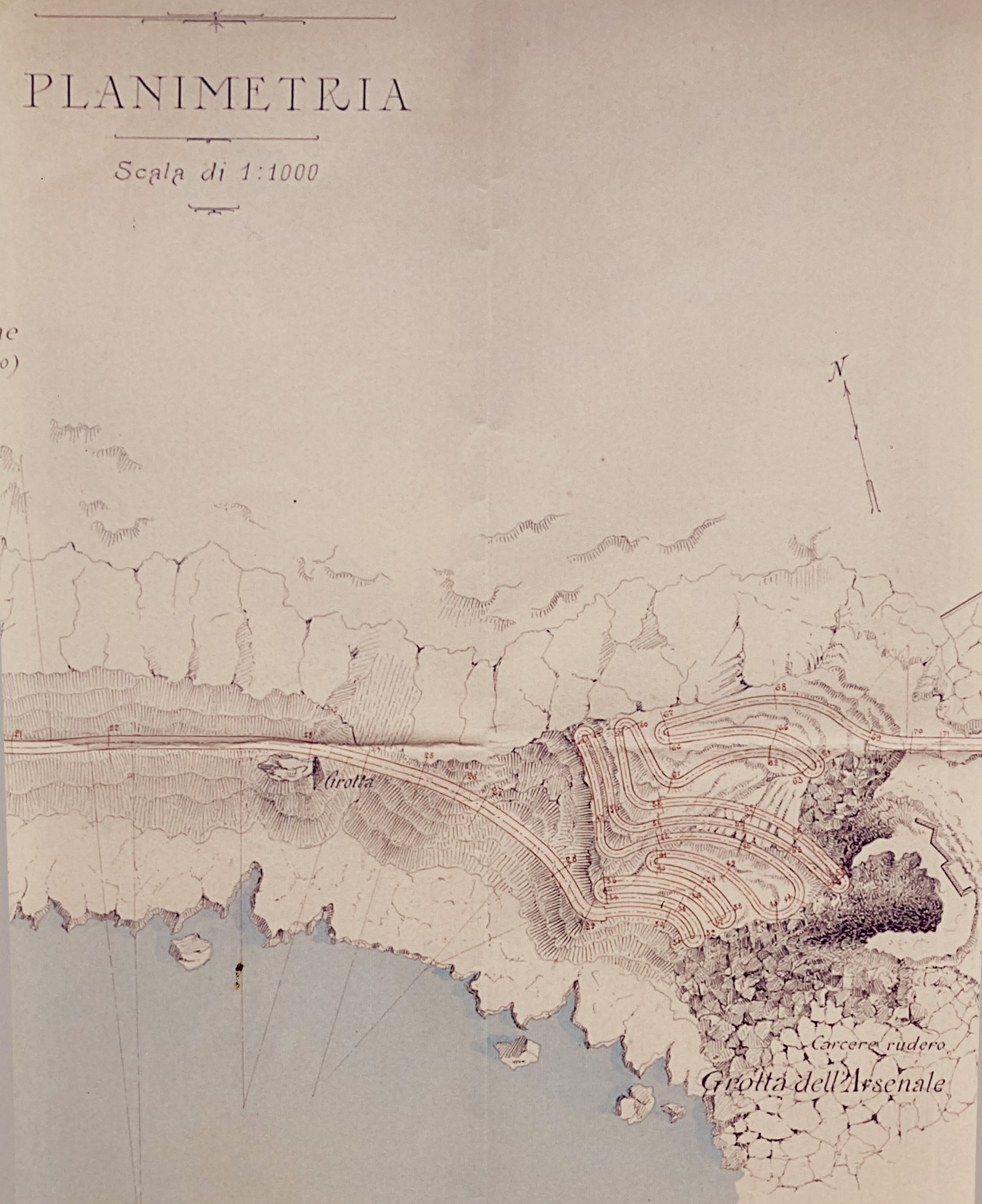
Plan